# 1527
1527 (MDXXVII) var ett normalår som började en tisdag i den julianska kalendern.

## Händelser

### Februari
- 18 februari – Peder Sunnanväder (en av ledarna för det första dalupproret) halshuggs i Uppsala.
- 21 februari – Dalupprorets andre ledare mäster Knut Mikaelsson blir också halshuggen i Uppsala.

### April
- 27 april – Gustav Vasa bekräftar privilegier för dem som sköter postgången mellan Stockholm och Åbo över Ålands hav. Denna anses så viktig, att de som sköter den åtnjuter förmåner som att slippa kronoskjuts, inkvartering, utskrivning, proviantleveranser och långväga kommenderingar.

### Maj
- 6 maj – Roms skövling inleds och varar i en vecka.
- 16 maj – Republiken Florens skapas på nytt.[1]

### Juni
- 17 juni – Gustav Vasa vinner en stor seger vid riksdagen i Västerås, även känd som Reformationsriksdagen, genom Västerås recess. Den går ut på att kronan får konfiskera kyrkans gods samt klostrens skatter och inkomster. Biskoparnas militära makt begränsas och predikan skall hållas på svenska. Protestantismen införs i Sverige som första land i världen och den katolska religionen som Sverige haft sedan 1000-talet avskaffas. Adelsmännen återfår också de gods, som de donerat, sålt eller förpantat till kyrkan sedan 1454. Vadstena kloster får fortleva under restriktioner. Övriga kloster utplundras och avvecklas systematiskt under de kommande åren. Biskop Hans Brask som har försvarat katolicismen in i det längsta tvingas gå i landsflykt och flyr till Polen.
- Juni – Norrköping drabbas av en stadsbrand.[2]

### Augusti
- 20 augusti – Vid mötet i Odense, Danmark) förklarar kung Fredrik I religiös tolerans mot lutheraner, hindrar prästerna från att gifta sig, och förbjuder påvliga pallium (godkännanden) av kungliga utväljanden till kungliga utnämningar av kyrkliga tjänstemän.[3][4]

### Okänt datum
- Olaus Petri utkommer med de två antikatolska skrifterna Svar på ett okristeligt sändebrev och Svar på tolv spörsmål. I dessa framhåller han, att predikan och förkunnelsen av Skriftens ord skall stå i centrum, medan mässa, ceremonier, munkväsendet och celibatet är onödiga påfund.
- Gustav Vasa inför censur i Sverige.
- Andra dalupproret utbryter. En person som utger sig för att vara Sten Sture den yngres son Nils uppviglar folket i Dalarna. "Nils" kallar sig Daljunkern varför upproret kallas "Daljunkerns uppror".

## Födda
- 21 maj – Filip II, engelsk prinsgemål 1554–1558 (gift med Maria I), kung av Spanien 1556–1598 och av Portugal 1580–1598
- Margaretha van der Marck van Arenberg, nederländsk vasall.

## Avlidna
- 18 februari – Peder Sunnanväder, svensk biskop, ledare för det första dalupproret (avrättad).
- 21 februari – Knut Mikaelsson, svensk domprost, ledare för det första dalupproret (avrättad).
- 24 april – Peder Bengtsson Gylta, svensk prästmunk, häradshövding 1490–1499.
- 22 juni – Niccolò Machiavelli, italiensk statsman, historiker och filosof.
- Luisa de Medrano, spansk akademiker, professor och poet.

### Fotnoter
1. ↑  ”Det hände i dag”. http://webnews.textalk.com/se/calendar.php?id=9747&type=month&ds=20100516&list=true.
2. ↑  ”Värmlands brandhistoriska klubb”. Arkiverad från originalet den 12 oktober 2011. https://www.webcitation.org/62NB7kO36?url=http://www.brandhistoriska.org/olyckor_se.html. Läst 25 mars 2011.
3. ↑  Steffensen, Kenneth (2007), Scandinavia After the Fall of the Kalmar Union: a Study of Scandinavian Relations, 1523-1536. Unpubl. M.A. Thesis, Brigham Young Univ.
4. ↑  Fisher, George P (1873), The Reformation. Scribner